# Kangryong
Kangryŏng (Hán Việt: Khương Linh) là một huyện của tỉnh Hwanghae Nam tại Cộng hòa Dân chủ Nhân dân Triều Tiên. Huyện có diện tích 505,546 km², dân số năm 2008 là 106.827 người (50.342 nam, 56.485 nữ), dân số đô thị là 38.729 người (36,3%) còn dân số nông thôn là 68.098 người (63,7%)

## Địa lý
Kangryong giáp với Pyoksong ở phía bắc, phía tây là Ongjin, phía đông là vịng Haeju và phía nam là vịnh Triều Tiên. Huyện nằm ở nửa phía đông của bán đảo Ongjin, và hầu hết diện tích của huyện là đất đá và đồi với nhiều vũng và một itddasts đai bằng phẳng. Cũng có nhiều hòn đảo ngoài biển thuộc địa giới của huyện, lớn nhất là các đảo Sunwi, Ŏhwa và Suap. Điểm cao nhất của huyện là núi Chamnamu với độ cao 286 mét.
Kangryŏng được biết đến vì số lượng các loài chim biển ở đâu, bao gồm cả hạc Nhật Bản thuần chủng.

## Lịch sử
Huyện Kangryong được hình thành từ thời nhà Triều Tiên. Huyện được hợp nhất vào khu Hwanghae vào năm 1895 trong một thử nghiệm cải cách, nhưng đã phục hồi loại hình hành chính như trước đây vào năm 1896. Năm 1909, huyện được hợp nhất với Ongjin. Kangryong lại trở thành một đơn vị độc lập vào năm 1952 và lấy lại tên cũ.

## Giao thông
Huyện có một tuyến đường sắt, với các trạm dừng ở các ga Singangryong, ga Kangryong, ga Tungam, ga Hyangjuk, và ga Pupo. Huyện cũng có một tuyến xã lộ lớn.

## Hành chính
Kangryong được chia thành 1 thị trấn (ŭp), một khu lao động (rodongjagu) và 31 xã (ri).
|               | Chosŏn'gŭl   | Hancha       | Hán Việt                 |
| ------------- | ------------ | ------------ | ------------------------ |
| Kangryŏng     | 강령읍       | 康翎邑       | Khang Linh ấp            |
| Pup'o         | 부포노동자구 | 釜浦勞動者區 | Phủ Phố lao động giả khu |
| Hyangjuk-ri   | 향죽리       | 香竹里       | Hương Trúc lý            |
| Inbong-ri     | 인봉리       | 仁鳳里       | Nhân Phượng lý           |
| Kŭmdong-ri    | 금동리       | 金銅里       | Kim Đồng lý              |
| Kŭmjŏng-ri    | 금정리       | 錦井里       | Cẩm Tỉnh lý              |
| Kwangch'ŏn-ri | 광천리       | 廣天里       | Quảng Thiên lý           |
| Naedong-ri    | 내동리       | 內洞里       | Nội Động lý              |
| Obong-ri      | 오봉리       | 梧鳳里       | Ngô Phượng lý            |
| Ŏhwado-ri     | 어화도리     | 漁化島里     | Ngư Hoa đảo lý           |
| Pongo-ri      | 봉오리       | 峰梧里       | Phong Ngô lý             |
| Pumin-ri      | 부민리       | 富民里       | Phú Dân lý               |
| P'yŏnghwa-ri  | 평화리       | 平和里       | Bình Hòa lý              |
| Ryongyŏn-ri   | 룡연리       | 龍淵里       | Long Uyên lý             |
| Sambong-ri    | 삼봉리       | 三峰里       | Tam Phong lý             |
| Sayon-ri      | 사연리       | 舍鳶里       | Xá Diên lý               |
| Sikyŏ-ri      | 식여리       | 食餘里       | Tự Dư lý                 |
| Sinam-ri      | 신암리       | 新岩里       | Tân Nham lý              |
| Songhyŏn-ri   | 송현리       | 松峴里       | Tùng Hiện lý             |
| Ssanggyo-ri   | 쌍교리       | 雙橋里       | Song Kiều lý             |
| Suap-ri       | 수압리       | 睡鴨里       | Thụy Áp lý               |
| Sunwi-ri      | 순위리       | 巡威里       | Tuần Uy lý               |
| Tonggang-ri   | 동강리       | 東江里       | Đông Giang lý            |
| Tongp'o-ri    | 동포리       | 東浦里       | Đông Phó lý              |
| Tŭngam-ri     | 등암리       | 登岩里       | Đăng Nham lý             |